# Kusthakspindel
Kusthakspindel (Trichoncus hackmani) är en spindelart som beskrevs av Alfred Frank Millidge 1955. Kusthakspindel ingår i släktet Trichoncus och familjen täckvävarspindlar. Arten är reproducerande i Sverige. Inga underarter finns listade i Catalogue of Life.